# Ормонова, Гульбара
Гульбара Ормонова (кирг. Гүлбара Ормонова, род. 1926 год) — старший чабан совхоза «Алай» Алайского района Ошской области, Киргизская ССР. Герой Социалистического Труда (1966). Депутат Верховного Совета Киргизской ССР 7-го и 8-го созывов.

## Биография
Родилась в 1926 году в бедной крестьянской семье в селе Эркин (ныне — Алайский район).
С 1940 года — рядовая колхозница, с 1955 года — старший чабан колхоза имени III Интернационала Алайского района. С 1958 года — старший чабан в овцеводческом совхозе «Алай» Алайского района.
Добилась выдающихся трудовых результатов в овцеводстве. Указом Президиума Верховного Совета СССР от 22 марта 1966 года «за достигнутые успехи в развитии животноводства, увеличении производства и заготовок шерсти и другой продукции» удостоена звания Героя Социалистического Труда с вручением Ордена Ленина и золотой медали Серп и Молот.
Избиралась депутатом Верховного Совета Киргизской ССР 7 — го и 8-го созывов (1967—1975).
После выхода на пенсию проживала в Алайском районе.
Награды
- Герой Социалистического Труда
- Орден Ленина
- Орден «Знак Почёта» (11.01.1964)